# 17e étape du Tour d'Italie 2004
Pour un article plus général, voir Tour d'Italie 2004.
La 17e étape du Tour d'Italie 2004 a eu lieu le 26 mai 2004 entre la ville de Brunico et celle de Fondo sur une distance de 153 km. Elle a été remportée par le Russe Pavel Tonkov (Vini Caldirola-Nobili Rubinetterie). Il devance l'Italien Alessandro Bertolini (Alessio-Bianchi) d'un peu plus de deux minutes et un groupe de coureurs réglé par l'Australien Bradley McGee (Fdjeux.com) qui termine à deux minutes et 49 secondes. L'Italien Damiano Cunego (Saeco) conserve son maillot rose de leader à l'issue de l'étape du jour.

## Classement de l'étape
| \| Classement de l'étape \| Classement de l'étape \| Classement de l'étape \| Classement de l'étape \| Classement de l'étape \| \| Coureur \| Coureur \| Pays \| Équipe \| Temps \| \| --------------------- \| --------------------- \| --------------------- \| ---------------------------------- \| --------------------- \| \| 1er \| Pavel Tonkov \| Russie \| Vini Caldirola-Nobili Rubinetterie \| 3 h 40 min 05 s \| \| 2e \| Alessandro Bertolini \| Italie \| Alessio-Bianchi \| + 2 min 15 s \| \| 3e \| Bradley McGee \| Australie \| Fdjeux.com \| + 2 min 49 s \| \| 4e \| Damiano Cunego \| Italie \| Saeco \| + 2 min 49 s \| \| 5e \| Franco Pellizotti \| Italie \| Alessio-Bianchi \| + 2 min 49 s \| \| 6e \| Ruggero Marzoli \| Italie \| Acqua & Sapone - Caffè Mokambo \| + 2 min 49 s \| \| 7e \| Stefano Garzelli \| Italie \| Vini Caldirola-Nobili Rubinetterie \| + 2 min 49 s \| \| 8e \| Yaroslav Popovych \| Ukraine \| Landbouwkrediet-Colnago \| + 2 min 49 s \| \| 9e \| Emanuele Sella \| Italie \| Ceramica Panaria-Margres \| + 2 min 49 s \| \| 10e \| Rubén Lobato \| Espagne \| Saunier Duval-Prodir \| + 2 min 49 s \| |                      |           |                                    |                 |
| |                      |           |                                    |                 |
| |                      |           |                                    |                 |
| Classement de l'étape |                      |           |                                    |                 |
| Coureur | Coureur              | Pays      | Équipe                             | Temps           |
| 1er | Pavel Tonkov         | Russie    | Vini Caldirola-Nobili Rubinetterie | 3 h 40 min 05 s |
| 2e | Alessandro Bertolini | Italie    | Alessio-Bianchi                    | + 2 min 15 s    |
| 3e | Bradley McGee        | Australie | Fdjeux.com                         | + 2 min 49 s    |
| 4e | Damiano Cunego       | Italie    | Saeco                              | + 2 min 49 s    |
| 5e | Franco Pellizotti    | Italie    | Alessio-Bianchi                    | + 2 min 49 s    |
| 6e | Ruggero Marzoli      | Italie    | Acqua & Sapone - Caffè Mokambo     | + 2 min 49 s    |
| 7e | Stefano Garzelli     | Italie    | Vini Caldirola-Nobili Rubinetterie | + 2 min 49 s    |
| 8e | Yaroslav Popovych    | Ukraine   | Landbouwkrediet-Colnago            | + 2 min 49 s    |
| 9e | Emanuele Sella       | Italie    | Ceramica Panaria-Margres           | + 2 min 49 s    |
| 10e | Rubén Lobato         | Espagne   | Saunier Duval-Prodir               | + 2 min 49 s    |

## Classement général
À la suite de cette étape, l'Italien Damiano Cunego (Saeco) conserve le maillot rose de leader du classement général. Il devance toujours les deux Ukrainiens Serhiy Honchar (De Nardi-Piemme Telekom) (à une minute et 14 secondes) et Yaroslav Popovych (Landbouwkrediet-Colnago) (à deux minutes et 22 secondes). Seul changement dans le top 10, la chute au classement de Giuliano Figueras qui perd plus de dix minutes sur les leaders du classement. Le Slovène Tadej Valjavec (Phonak Hearing Systems) fait donc son entrée en dixième place.
| \| Classement général \| Classement général \| Classement général \| Classement général \| Classement général \| \| Coureur \| Coureur \| Pays \| Équipe \| Temps \| \| ------------------ \| ------------------ \| ------------------ \| ---------------------------------- \| ------------------ \| \| 1er \| Damiano Cunego \| Italie \| Saeco \| 76 h 44 min 15 s \| \| 2e \| Serhiy Honchar \| Ukraine \| De Nardi-Piemme Telekom \| + 1 min 14 s \| \| 3e \| Yaroslav Popovych \| Ukraine \| Landbouwkrediet-Colnago \| + 2 min 22 s \| \| 4e \| Gilberto Simoni \| Italie \| Saeco \| + 2 min 38 s \| \| 5e \| Bradley McGee \| Australie \| Fdjeux.com \| + 4 min 04 s \| \| 6e \| Wladimir Belli \| Italie \| Lampre \| + 4 min 20 s \| \| 7e \| Stefano Garzelli \| Italie \| Vini Caldirola-Nobili Rubinetterie \| + 4 min 26 s \| \| 8e \| Dario Cioni \| Italie \| Fassa Bortolo \| + 4 min 31 s \| \| 9e \| Franco Pellizotti \| Italie \| Alessio-Bianchi \| + 5 min 31 s \| \| 10e \| Tadej Valjavec \| Slovénie \| Phonak Hearing Systems \| + 5 min 40 s \| |                   |           |                                    |                  |
| |                   |           |                                    |                  |
| |                   |           |                                    |                  |
| Classement général |                   |           |                                    |                  |
| Coureur | Coureur           | Pays      | Équipe                             | Temps            |
| 1er | Damiano Cunego    | Italie    | Saeco                              | 76 h 44 min 15 s |
| 2e | Serhiy Honchar    | Ukraine   | De Nardi-Piemme Telekom            | + 1 min 14 s     |
| 3e | Yaroslav Popovych | Ukraine   | Landbouwkrediet-Colnago            | + 2 min 22 s     |
| 4e | Gilberto Simoni   | Italie    | Saeco                              | + 2 min 38 s     |
| 5e | Bradley McGee     | Australie | Fdjeux.com                         | + 4 min 04 s     |
| 6e | Wladimir Belli    | Italie    | Lampre                             | + 4 min 20 s     |
| 7e | Stefano Garzelli  | Italie    | Vini Caldirola-Nobili Rubinetterie | + 4 min 26 s     |
| 8e | Dario Cioni       | Italie    | Fassa Bortolo                      | + 4 min 31 s     |
| 9e | Franco Pellizotti | Italie    | Alessio-Bianchi                    | + 5 min 31 s     |
| 10e | Tadej Valjavec    | Slovénie  | Phonak Hearing Systems             | + 5 min 40 s     |

## Classements annexes
| Classement par points | Classement par points | Classement par points | Classement par points          | Classement par points |
| Coureur               | Coureur               | Pays                  | Équipe                         | Points                |
| --------------------- | --------------------- | --------------------- | ------------------------------ | --------------------- |
| 1er                   | Alessandro Petacchi   | Italie                | Fassa Bortolo                  | 225 pts               |
| 2e                    | Olaf Pollack          | Allemagne             | Gerolsteiner                   | 134 pts               |
| 3e                    | Damiano Cunego        | Italie                | Saeco                          | 116 pts               |
| 4e                    | Aliaksandr Usau       | Biélorussie           | Phonak Hearing Systems         | 101 pts               |
| 5e                    | Fred Rodriguez        | États-Unis            | Acqua & Sapone - Caffè Mokambo | 96 pts                |

| Classement par points | Classement par points | Classement par points | Classement par points          | Classement par points |
| Coureur               | Coureur               | Pays                  | Équipe                         | Points                |
| --------------------- | --------------------- | --------------------- | ------------------------------ | --------------------- |
| 1er                   | Alessandro Petacchi   | Italie                | Fassa Bortolo                  | 225 pts               |
| 2e                    | Olaf Pollack          | Allemagne             | Gerolsteiner                   | 134 pts               |
| 3e                    | Damiano Cunego        | Italie                | Saeco                          | 116 pts               |
| 4e                    | Aliaksandr Usau       | Biélorussie           | Phonak Hearing Systems         | 101 pts               |
| 5e                    | Fred Rodriguez        | États-Unis            | Acqua & Sapone - Caffè Mokambo | 96 pts                |

| Classement de la montagne | Classement de la montagne | Classement de la montagne | Classement de la montagne | Classement de la montagne |
| Coureur                   | Coureur                   | Pays                      | Équipe                    | Points                    |
| ------------------------- | ------------------------- | ------------------------- | ------------------------- | ------------------------- |
| 1er                       | Fabian Wegmann            | Allemagne                 | Gerolsteiner              | 45 pts                    |
| 2e                        | Damiano Cunego            | Italie                    | Saeco                     | 38 pts                    |
| 3e                        | Alexandre Moos            | Suisse                    | Phonak Hearing Systems    | 27 pts                    |
| 4e                        | Gilberto Simoni           | Italie                    | Saeco                     | 16 pts                    |
| 5e                        | Niki Aebersold            | Suisse                    | Phonak Hearing Systems    | 15 pts                    |

| Classement de la montagne | Classement de la montagne | Classement de la montagne | Classement de la montagne | Classement de la montagne |
| Coureur                   | Coureur                   | Pays                      | Équipe                    | Points                    |
| ------------------------- | ------------------------- | ------------------------- | ------------------------- | ------------------------- |
| 1er                       | Fabian Wegmann            | Allemagne                 | Gerolsteiner              | 45 pts                    |
| 2e                        | Damiano Cunego            | Italie                    | Saeco                     | 38 pts                    |
| 3e                        | Alexandre Moos            | Suisse                    | Phonak Hearing Systems    | 27 pts                    |
| 4e                        | Gilberto Simoni           | Italie                    | Saeco                     | 16 pts                    |
| 5e                        | Niki Aebersold            | Suisse                    | Phonak Hearing Systems    | 15 pts                    |

| Classement Intergiro | Classement Intergiro | Classement Intergiro | Classement Intergiro         | Classement Intergiro |
|                      | Coureur              | Pays                 | Équipe                       | Temps                |
| -------------------- | -------------------- | -------------------- | ---------------------------- | -------------------- |
| 1er                  | Crescenzo D'Amore    | Italie               | Acqua & Sapone-Caffè Mokambo | en 43 h 18 min 38 s  |
| 2e                   | Marlon Pérez         | Colombie             | Colombia-Selle Italia        | + 9 s                |
| 3e                   | Robert Förster       | Allemagne            | Gerolsteiner                 | + 26 s               |
| 4e                   | Aart Vierhouten      | Pays-Bas             | Lotto-Domo                   | + 26 s               |
| 5e                   | Daniele Righi        | Italie               | Lampre                       | + 31 s               |
| modifier             |                      |                      |                              |                      |

| Classement par équipes | Classement par équipes             | Classement par équipes | Classement par équipes |
| Équipe                 | Équipe                             | Pays                   | Temps                  |
| ---------------------- | ---------------------------------- | ---------------------- | ---------------------- |
| 1re                    | Saeco                              | Italie                 | 230 h 01 min 16 s      |
| 2e                     | Alessio-Bianchi                    | Italie                 | + 2 min 46 s           |
| 3e                     | Vini Caldirola-Nobili Rubinetterie | Italie                 | + 7 min 34 s           |
| 4e                     | Lampre                             | Italie                 | + 10 min 18 s          |
| 5e                     | Saunier Duval-Prodir               | Espagne                | + 10 min 29 s          |

| Classement par équipes | Classement par équipes             | Classement par équipes | Classement par équipes |
| Équipe                 | Équipe                             | Pays                   | Temps                  |
| ---------------------- | ---------------------------------- | ---------------------- | ---------------------- |
| 1re                    | Saeco                              | Italie                 | 230 h 01 min 16 s      |
| 2e                     | Alessio-Bianchi                    | Italie                 | + 2 min 46 s           |
| 3e                     | Vini Caldirola-Nobili Rubinetterie | Italie                 | + 7 min 34 s           |
| 4e                     | Lampre                             | Italie                 | + 10 min 18 s          |
| 5e                     | Saunier Duval-Prodir               | Espagne                | + 10 min 29 s          |